# 嵯峨実勝
嵯峨 実勝（さが さねとう）は、明治時代から昭和時代中期にかけての華族。嵯峨公勝の長男。母は南加。嵯峨家30代当主。侯爵。妻は9代浜口吉右衛門の長女・尚子（ひさこ）。

## 略歴
長女の浩が軍部による日満親善の政略結婚で、嵯峨家には全く相談もないまま愛新覚羅溥傑の妃に選ばれる。溥傑と浩の夫婦仲は良好だったが、中国へ渡り軍部と宮廷の厳しい政治情勢に晒される浩に「浩さん、何事も我慢するんだよ」と言い含めたという。
戦時中は妻子を疎開させ、自身は東京を離れなかった。赤坂の自宅は空襲で焼失した。横浜市日吉に住み、戦後の食糧難で庭を掘り返して畑を耕し、野菜を作り、鶏を飼った。華族制度が廃止となると、代々伝わった書画や骨董を売って生活費にあてた。浩が夫と生き別れとなり、大陸を流転したのちに日本に帰国すると、嵯峨家は一家で浩と2人の娘の生活を支えた。実勝夫妻は満員電車で学習院に通学する孫の慧生と嫮生を交代で送り迎えをした。
妹の幾久子が町田学園（現・品川エトワール女子高等学校）の創始者・町田徳之助に嫁いだ縁で、昭和24年（1949年）6月15日、町田学園エトワール幼稚園を開園し初代園長を務めた。
昭和41年、愛新覚羅溥儀と同年に78歳で死去。

## 子女
- 長女 - 嵯峨浩：愛新覚羅溥傑夫人
- 次女 - 池見啓子（あきこ、1916年 - 2008年）:夫は学校法人池見学園の理事長・校長であり、精神科医の権威でもある池見猛。
- 三女 - 福永泰子
- 四女 - 町田幹子（ことこ）
- 長男 - 嵯峨公元